# 倉内達矢
倉内 達矢（くらうち たつや）は、日本の作曲家、編曲家。神奈川県横浜市出身。スマイルカンパニー所属。洗足学園音楽大学 器楽科ジャズ専攻卒業。

## 主な提供作品
麻倉もも
- 「Agapanthus」（編曲）
- 「ピンキーフック」（編曲）

YELLOW FRIED CHICKENz
- 「最終通告 COUNTDOWN」（共編曲）
- 「MIND FOREST (YFC EDITION)」（編曲）

井口裕香
- 「奇跡」（編曲）
- 「三日月」（共作曲・編曲）

=LOVE
- 「手遅れcaution」（編曲）

≠ME
- 「ピオニーズ」（編曲）

入野自由
- 「朝焼け」（編曲）
- 「IF YOU WANNA」（編曲）
- 「例えば歌が日記だったなら」（編曲）
- 「どうしようもなく辛い夜は」（編曲）
- 「グッド・バイ」（編曲）

岡本信彦
- 「8piece」（作曲・編曲）

GACKT
- 「花も散ゆ」（編曲）
- 「恋の FRIDAY!!!」（共編曲）
- 「Episode.0」（編曲）
- 「Paranoid Doll」（編曲）

加藤和樹
- 「Calling Me」（作曲・編曲）

神谷浩史
- 「新しい旅」（編曲）
- 「Fiction Factor」（作曲・編曲）

KAmiYU
- 「ロマンス輪廻」（作曲・編曲）

楠田亜衣奈
- 「Melty Valentine♡」（作曲・編曲）
- 「Smile プラス」（作曲・編曲）
- 「会いたいよでも言えないの」（編曲）

崎山つばさ
- 「螺旋」（編曲）
- 「月花夜」（編曲）

さくら学院
- 「未知標 ~ミチシルベ~」（作曲）

ジャニーズ事務所関連
- V6
  - 「明日の傘」（作曲）
- NEWS
  - 「四銃士」（共編曲）
  - 「BE FUNKY!」（作曲）

- ジャニーズ WEST
  - 「無鉄砲ボーイ」（ブラスアレンジ）

JUNNA
- 「火遊び」（ストリングス編曲）

鈴華ゆう子
- 「戦火の灯火」（編曲）
- 「永世のクレイドル」（編曲）
- 「Remains」（編曲）

鈴村健一
- 「overture」（作曲・編曲）
- 「つながり」（作曲・編曲）
- 「finale」（作曲・編曲）

スフィア
- 「Sticking Places」（作曲・編曲）

Cellchrome
- 「アダムトイブ」（作曲・編曲）

玉置成実
- 「Everlasting Love」（編曲）

茅原実里
- 「あなたの好きなわたしで」（作曲）
- 「FOOL THE WORLD」（作曲・編曲）

ChouCho
- 「BLESS YoUr NAME」（作曲・編曲）

手塚翔太
- 「会いたいよ」（編曲）
- 「Bookmark」（作曲・編曲）

寺島拓篤
- 「ビビッドナイトフィーバー!」（編曲）

戸松遙
- 「Get you!!」（作曲）

TrySail
- 「かかわり」（編曲）
- 「whiz」（編曲）
- 「sewing dream」（編曲）

Trignal
- 「HAPPY WEDDING SONG」（作詞・作曲・編曲）
- 「Fighter」（作曲・編曲）

早見沙織
- 「夏目と寂寥」（編曲）
- 「Bye Bye」（編曲）
- 「メトロナイト」（編曲）
- 「Jewelry」（編曲）
- 「LET’S TRY AGAIN」（編曲）
- 「水槽」（編曲）

Mia REGINA
- 「ハバネロ」（作曲・編曲）

三森すずこ
- 「WONDER FLIGHT」（作曲・編曲）

M!LK
- 「ハナキン！」（作曲）
- 「新学期アラカルト」（作曲）

吉野裕行
- 「＼わっしょい／」（作曲・編曲）

和楽器バンド
- 「Valkyrie - 戦乙女 -」（編曲）
- 「ミ・ラ・イ」（編曲）

### アニメ・ゲームソング
AiRBLUE
- ｢白い沿線｣（編曲）

スタミュ
- 「Miracle Catcher」（作曲・編曲）

テニスの王子様
- 「Bring it on!」（作曲）
- 「Power to believe」（作曲・編曲）
- 「異邦人 ～エトランゼ～」（作曲・編曲）
- 「COPY COMPLETE」（編曲）

ときめきレストラン☆☆☆
- 「Honey come」（作曲・編曲）
- 「Butterfly」（作曲）

5次元アイドル応援プロジェクト「ドリフェス!R」
- 「ETERNAL BONDS」（作曲・編曲）

響け!ユーフォニアム
- 「明日へのEuphony」（編曲）

Free!
- 「Never Alone」（作曲・編曲）
- 「DIVE & FLY」（作曲・編曲）
- 「MIRACLE MAKER」（作曲・編曲）

監獄学園
- 「罪深き俺たちの賛歌」（編曲）

マギアレコード 魔法少女まどか☆マギカ外伝
- 「ホームメイド」（編曲）

マクロスΔ（ワルキューレ）
- 「ワルキューレは裏切らない」（ストリングス編曲）
- 「絶対零度θノヴァティック」（ストリングス編曲）
- 「恋! ハレイションTHE WAR」（ストリングス編曲）
- 「NEO STREAM」（ストリングス編曲）
- 「不確定性☆COSMIC MOVEMENT」（ストリングス編曲）
- 「愛・おぼえていますか (カバー)」（ストリングス編曲）

モモキュンソード
- 「桃色ファンタジー」（作曲・編曲）

夢色キャスト
- 「Phantom Cry」（作曲・編曲）
- 「君に誓った物語」（作曲・編曲）

ゆらぎ荘の幽奈さん
- 「own」（編曲）

ラブライブ!
- 「Angelic Angel」（編曲）
- 「SUNNY DAY SONG」（作曲・編曲）
- 「Shangri-La Shower」（作曲・編曲）
- 「Beat in Angel」（作曲・編曲）
- 「Paradise Live」（作曲・編曲）
- 「Trouble Busters」（編曲）
- 「Pure girls project」（作曲・編曲）
- 「LONELIEST BABY」（作曲・編曲）

ラブライブ!サンシャイン!!
- 「WATER BLUE NEW WORLD」（ストリングス編曲）
- 「INNOCENT BIRD」（編曲）
- 「冒険Type A, B, C!!」（作曲・編曲）
- 「Misty Frosty Love」 (作曲・編曲)

Tokyo 7th シスターズ
- 「WITH THE BEST SMILE」 (作曲)

### 劇伴
- 映画　鈴木おさむ監督作品「ラブ×ドック」

### アーティスト
早見沙織
- 「フロレセンス」（編曲[1]）